# Melanophthalma rubi
Melanophthalma rubi es una especie de coleóptero de la familia Latridiidae.

## Distribución geográfica
Habita en Bolivia.